# Kleine Traubenhyazinthe
Die Kleine Traubenhyazinthe (Muscari botryoides) ist eine Pflanzenart aus der Gattung der Traubenhyazinthen (Muscari) innerhalb der Familie der Spargelgewächse (Asparagaceae).

## Beschreibung

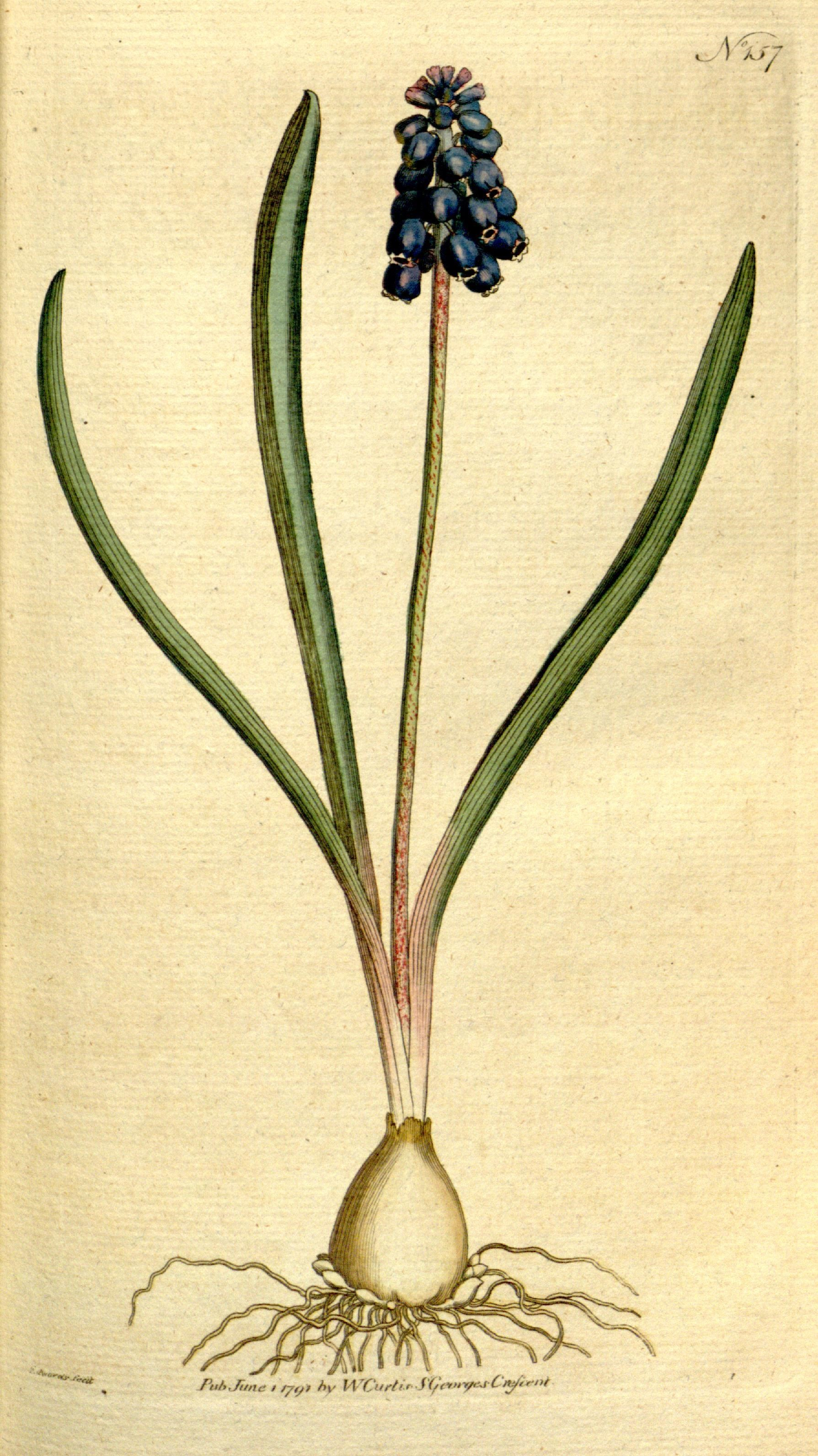
Illustration von William Curtis

Die Kleine Traubenhyazinthe ist eine ausdauernde krautige Pflanze, die Zwiebeln als Überdauerungsorgane ausbildet. Aus den Zwiebeln entwickeln sich meistens zwei lineare und fleischige Laubblätter. In ihrer Mitte wächst ein bis zu 20 Zentimeter hoher Stängel, an dessen Ende sich ein kurzer und dichter traubenförmiger Blütenstand befindet.
Die nickenden Blüten sind dreizähligen, 3 bis 4 Millimeter lang und blau; sie strömen keinen Geruch aus. Die Blütenhülle besteht aus sechs miteinander verwachsenen Blütenhüllblättern. Dies ist eines der Merkmale, die auf die Zugehörigkeit zu den Lilienähnlichen verweist. Es ist ein dreikammeriger Fruchtknoten vorhanden. In zwei Kreisen stehen je drei Staubblätter.
Aus bestäubten Fruchtknoten entwickeln sich scharfe, dreikantige und geflügelte Spaltkapseln. Diese trocknen mit zunehmender Reife aus und werden dann pergamentartig. Voll ausgereifte Kapseln öffnen sich fachweise mit einem Längsriss entlang der jeweiligen Mittelrippe. In jedem Fach der Kapselfrucht befinden sich ein bis zwei schwarze und bis zu 2,5 Millimeter lange und eiförmige Samen.
Die Chromosomenzahl beträgt 2n = 36 oder 48.

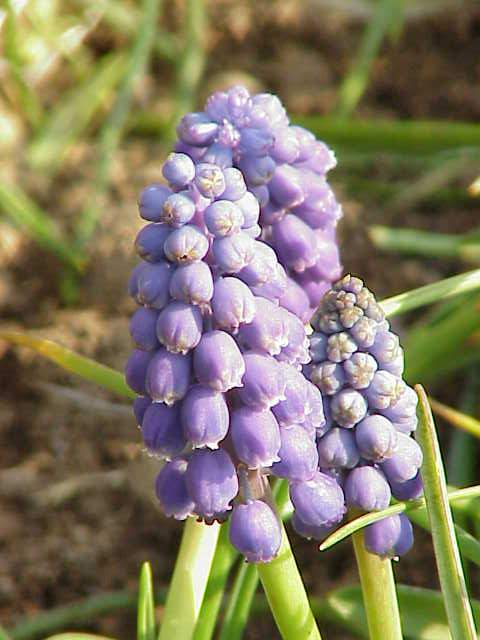
Blütenstände

## Ökologie
Diese Art bildet keine Tochterzwiebeln aus. Die Pflanzen stehen deshalb meistens einzeln oder nur zu wenigen beisammen und wachsen nicht horstartig (dies ist anders als bei vielen anderen Arten der Gattung, kann also als Merkmal bei der Bestimmung dienen).
Bestäuber sind Bienen und Hummeln, die durch den an den Scheidewänden des Fruchtknotens gebildeten Nektar angelockt werden.
Die Kleine Traubenhyazinthe breitet ihre Samen mit Hilfe des Regens aus. Da die Öffnungen der Kapseln nach oben weisen, werden die Samen durch darauf fallende Regentropfen herausgeschleudert. Botanisch bezeichnet man diese Regenausbreitung als Ombrochorie, wobei Pflanzen, die sich auf diese Weise Regentropfen als Ausbreiter bedienen, noch feiner als Regenballisten kategorisiert werden. Als weitere Ausbreitungsform nutzt die Kleine Traubenhyazinthe die Semachorie. Aus den reifen Kapseln werden die Samen auch ausgestreut, wenn der Wind diese heftig bewegt.

## Verbreitung und Gefährdung
Ihr ursprüngliches Verbreitungsgebiet ist der Raum zwischen Frankreich und der Ukraine, wo sie in Bergwiesen, in Magerrasen und in krautreichen Eichenwäldern vorkommt. Sie gedeiht in tieferen Lagen im Galio-Carpinetum aus dem Verband Eichen-Hainbuchen-Wälder (Carpinion), in höheren Lagen aber im Geranio-Trisetetum aus dem Verband Polygono-Trisetion, in Arrhenathereten, im Gentiano-Brometum und in Gesellschaften der Verbände Seslerio-Mesobromion, Violion oder Molinion. In Vorarlberg steigt sie bis 1200 Meter Meereshöhe auf.
Sie steht in Deutschland wegen ihrer seltenen und bedrohten Vorkommen auf der Roten Liste gefährdeter Arten.

## Gartenhistorie
Die Kleine Traubenhyazinthe gehört zu den Pflanzenarten, die wie Tulpen, Narzissen und andere Hyazinthengewächse als Stinsenpflanze in der sogenannten orientalischen Phase von 1560 bis 1620 aus der Türkei und dem Nahen Osten nach Mitteleuropa eingeführt wurde.